# Salcburský festival
Salcburský hudební festival (německy Salzburger Festspiele) je každoroční letní hudební událost v rakouském Salcburku, rodišti Wolfganga Amadea Mozarta.

## Historie
Historie festivalu sahá až do roku 1877, kdy se konalo několik nepravidelných hudebních událostí. Pravidelně se festival v Salcburku koná od roku 1920, vždy v měsících červenci a srpnu.
Některými odborníky považován za světově nejvýznamnější festival klasické hudby a divadelního umění.

## Festival
Znakem festivalu je každoroční zahájení představením Jedermann, příkladná představení s hudbou Mozarta či Strausse, stejně jako rozmanité a znamenité divadelní, operní a koncertní programy. Každý rok se během šesti týdnů koná více než 200 akcí, kterých se účastní více než 250 000 návštěvníků.
Uměleckým ředitelem festivalu v Salcburku je od října 2016 Markus Hinterhäuser.
Od roku 1967 se také koná každoroční Salcburský velikonoční festival, pořádaný samostatnou organizací.